# 维京航空 (挪威)
维京航空（FlyViking AS）是一家挪威地区航空公司，总部设在挪威灵塞德。其枢纽机场是特罗姆瑟机场。维京航空主要经营挪威北部地区的地区航线。